# لويغي وايس
لويغي وايس (بالإيطالية: Luigi Weiss)‏ هو متسلق جبال تزلج ‏ إيطالي، ولد في 17 ديسمبر 1951 في Vattaro ‏ في إيطاليا.

## وصلات خارجية
- لويغي فايس على موقع أوليمبيديا (الإنجليزية)
- لويغي فايس على موقع CONI honoured athlete website (الإيطالية)